# San Procopio

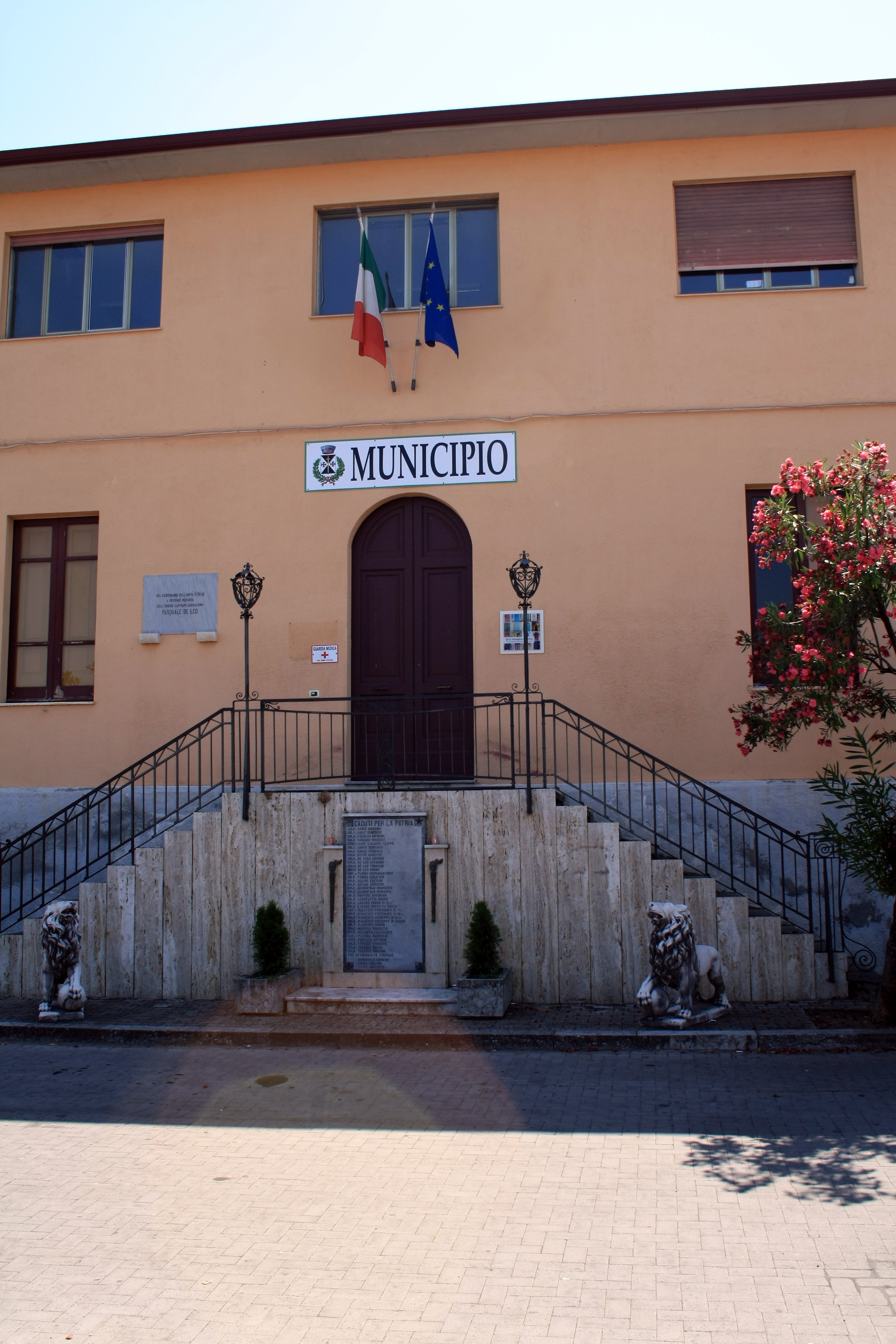
Das Rathaus von San Procopio

San Procopio (griechisch: Aghios Prokopios) ist eine süditalienische Gemeinde (comune) in der Metropolitanstadt Reggio Calabria in Kalabrien und hat 480 Einwohner (Stand am 31. Dezember 2023). Die Gemeinde liegt etwa 28,5 Kilometer nordöstlich von Reggio Calabria.